# Rudzielak
Rudzielak, strumieńczyk rdzawogłowy (Scepomycter winifredae) – gatunek ptaka z podrodziny chwastówek (Cisticolinae) w obrębie rodziny chwastówkowatych (Cisticolidae). Endemit Tanzanii. Bliski zagrożenia wyginięciem.

## Taksonomia
Gatunek po raz pierwszy zgodnie z zasadami nazewnictwa binominalnego opisał w 1938 roku angielski ornitolog Reginald Ernest Moreau, umieszczając nowy takson w rodzaju Artisornis i nadając mu epitet gatunkowy winifredae. Opis ukazał się w artykule zatytułowanym Opis nowego gatunku, Artisornis winifredae, z terytorium Tanganiki, opublikowanym w czasopiśmie „Bulletin of the British Ornithologists’ Club”. Miejsce typowe to las Kinole, północne Uluguru, Tanzania. Holotyp to dorosły samiec (sygnatura BMNH:Bird:1938.6.18.1) ze zbiorów Muzeum Historii Naturalnej w Londynie, zebrany 11 lipca 1937 roku przez autora opisu. Podgatunek rubehoensis opisał międzynarodowy zespół ornitologów (Amerykanin Rauri C.K. Bowie, Duńczyk Jon Fjeldså i Tanzańczyk Jacob Kiure) jako odrębny gatunek. Opis ukazał się w 2009 roku w artykule zatytułowanym Wielomiejscowa zmienność molekularnego DNA u rudzielaka Scepomycter winifredae sugeruje ukrytą specjację i istnienie gatunku zagrożonego w górach Rubeho–Ukaguru w Tanzanii, opublikowanym w czasopiśmie „Ibis”. Miejsce typowe to las Ukwiva, na wysokości 2100 m n.p.m., góry Rubeho, Kilosa, Morogoro, Tanzania. Holotyp to dorosły samiec (sygnatura ZMUC 94.093) ze zbiorów Muzeum Zoologicznego przy Uniwersytecie Kopenhaskim, zebrany 12 września 2002 roku przez Jacoba Kiure. Jedyny przedstawiciel rodzaju Scepomycter, który zdefiniowała w 1941 roku brytyjska para ornitologów, Claude Henry Baxter Grant i Cyril Mackworth-Praed, w artykule zatytułowanym Nowy rodzaj rdzawoczółka z terytorium Tanganiki, opublikowanym w czasopiśmie „Bulletin of the British Ornithologists’ Club”. 
Wcześniej umieszczany w rodzaju Bathmocercus, jednak badania genetyczne wykazały, że S. winifredae nie jest blisko spokrewniony ani z Artisornis, ani z Bathmocercus i najlepiej jest go umieścić w monotypowym rodzaju Scepomycter. W obrębie rodziny Cisticolidae pokrewieństwa nie są dobrze ustalone, ale S. winifredae może być gatunkiem siostrzanym Euryptila subcinnamomea lub  Incana incana. W szerszym ujęciu, S. winifredae wydaje się częścią kladu, który obejmuje Hypergerus atriceps, Eminia lepida, Malcorus pectoralis, I. incana, E. subcinnamomea i rodzaj Bathmocercus.
Birds of the World i IOC wyróżniają dwa podgatunki, jednak wcześniej część ujęć systematycznych traktowała podgatunek S. w. rubehoensis jako odrębny gatunek.

### Etymologia
- Scepomycter: gr. σκεπας skepas, σκεπαος skepaos ‘okrycie’; μυκτηρ muktēr, μυκτηρος muktēros ‘nozdrze’, od μυσσομαι mussomai ‘dmuchać nosem’[15].
- winifredae: Winifred Muriel Moreau (1891–1981), żona angielskiego ornitologa Reginalda Moreau[16].
- rubehoensis: góry Rubeho / Ukaguru, Kilosa, Morogoro, Tanzania[17].

## Rozmieszczenie geograficzne
Rudzielak występuje endemicznie w Tanzanii, gdzie spotykany jest w przedziale wysokości 1300–2430 m n.p.m. Zamieszkuje w zależności od podgatunku:
- A. winifredae winifredae – rudzielak stokowy[5] – góry Uluguru (stosunkowo szeroko rozpowszechniony w rezerwacie przyrody Uluguru; w części północnej występuje na wysokości 1350–1740 m n.p.m., chociaż głównie widywany powyżej około 1600 m n.p.m.; w części południowej na południe od przełęczy Bundiki odnotowano go na wysokości 2430 m n.p.m.);
- A. winifredae rubehoensis – rudzielak miombowy[5] – góry Ukaguru (zapisy z rezerwatu leśnego Mamiwa-Kisara na wysokości 1500–1900 m n.p.m.) i Rubeho (znajdywany na wschodnim skraju rezerwatu leśnego Ukwiva na wysokości 1800–2100 m n.p.m.).

## Morfologia
Długość ciała 13–14 cm, masa ciała 15,5‒18,0 g. Inne wymiary przedstawia poniższa tabelka:
| Miejsce występowania | Długość skrzydła                                 | Długość dzioba              | Długość skoku               |
| -------------------- | ------------------------------------------------ | --------------------------- | --------------------------- |
| Uluguru              | dorosłe samce: 56 mm nieznana płeć: 52,2‒60,7 mm | brak danych                 | brak danych                 |
| Ukaguru i Rubeho     | nieznana płeć: 55,1‒60,8 mm                      | nieznana płeć: 13,6‒15,7 mm | nieznana płeć: 22,8‒25,6 mm |

U samca cała głowa, gardło po górno-środkową część piersi są koloru rudego; wierzch ciała jest koloru ciemnoszarego z oliwkowym odcieniem. Górna część skrzydła ciemnobrązowa z bladymi oliwkowobrązowymi krawędziami piór, ogon ciemnobrązowy z oliwkowymi krawędziami. Spodnia część ciała poniżej górnej części piersi jasnoszarobrązowa, jaśniejsza na środku brzucha. Tęczówka ciemnobrązowa, dziób czarny zaś nogi ciemnoszaro-brązowe. Samica jest bardziej matowa, z bladobrązowaworudą twarzą, gardłem i piersią, z oliwkowobrązowym ciemieniem z rudopomarańczowymi odcieniami. Młode osobniki są podobne do samic, ale gardło jest jeszcze bardziej brązowawopomarańczowe, natomiast wierzch głowy i górne części ciała są bardziej oliwkowobrązowe, a spód ciała bardziej brązowy. U samca z podgatunku rubehoensis głowa jest bardziej czerwonawa, spód ciała jest wyraźniej szarobrązowy z bladym cętkami, a dziób jest proporcjonalnie dłuższy; samica jest podobna do samca, ale ogólnie bardziej matowa. Niedojrzałe osobniki mogą być nie do odróżnienia od podgatunku nominatywnego. Rudzielak ma 10 lotek I rzędu, 9 II rzędu i 12 sterówek.

## Biologia i ekologia
Rudzielak zamieszkuje gęsty podszyt lasów górskich, często ze splątanymi pnączami, preferuje naturalne polany i cieki wodne. Podgatunek rubehoensis występuje szczególnie na stromych zboczach i na obszarach z baldachimem drzew przerwanym przez osunięcia ziemi lub wcześniejszą wycinkę, a także na polanach utworzonych przez słonie afrykańskie (Loxodonta africana) i bawoły afrykańskie (Syncerus caffer). Zawsze przebywa w gęstej roślinności wysokich roślin zielnych i krzewów, takich jak zaślaz (Abutilon), niecierpek (Impatiens), tekoma (Tecoma) i Tinnea. Związany z miejscami o dużych opadach deszczu, silnie zamglonymi i o dużej wilgotności. Niespokojny ptak, który niemal nieustannie się porusza; ma tendencję do przeskakiwania przez roślinność, a nie latanie nad nią.
Nie migruje, przypuszczalnie prowadząc osiadły tryb życia.
Żywi się głównie owadami, w tym ryjkowcami (Curculionoidea) i innymi chrząszczami (Coleoptera), skorkami (Dermaptera), larwami i poczwarkami motyli, ale także pająkami (Araneae). Żeruje w podszyciu w parach na wysokości 1–1,5 m, czasami zapuszczając się na wysokość do 6 m; może chwytać zdobycz wprost z ziemi.
Rozród bardzo słaby poznany; na podstawie dowodów rozwoju gonad u odłowionych samic i młodych osobników, okres lęgowy rozpoczyna się w październiku tuż przed rozpoczęciem pory deszczowej, prawdopodobnie osiąga szczyt w listopadzie i trwa do lutego lub marca. Ten okres aktywności lęgowej jest wspierany przez pisklęta schwytane w styczniu i lutym. Brak informacji na temat liczby jaj, wylęgu i wychowu młodych.

### Wokalizacja
Pieśń samca to długi, wyraźny gwizd na jednym tonie, trwający około 1,5 sekundy, powtarzany co dwie sekundy. W parach gwizd „iiiii” samca przeplata się z „diłi-diłi-diłi-diłi…” samicy, i jest często urozmaicony, a drugi ptak (prawdopodobnie samica) śpiewa różne frazy lub dołącza się tylko w odstępach czasu, czasami tylko z krótką, brzęczącą nutą „dzz-dzz...dzz...dzz-dzz-dzz... ”; u podgatunku rubehoensis śpiew to długa seria dzwoniących odgłosów naprzemiennie na dwóch poziomach tonów, dźwięki te są myląco podobne do pieśni kukułki długoogonowej (Cercococcyx montanus). Śpiewające ptaki zwykle siedzą nisko w zaroślach, na wysokości 0,5–2 m. Pieśń prawdopodobnie pełni funkcję terytorialną.

## Status zagrożenia
W Czerwonej księdze gatunków zagrożonych Międzynarodowej Unii Ochrony Przyrody i Jej Zasobów rudzielak został zaliczony do kategorii NT (ang. near threatened ‘bliski zagrożenia’). Liczebność populacji szacuje się na 330–1000 dorosłych osobników, a jej trend oceniany jest jako spadkowy ze względu na utratę siedlisk leśnych. Chociaż przetrwanie tego gatunku zależy całkowicie od jego siedliska czyli lasu, może on tolerować znaczne zakłócenia powodowane przez człowieka (Homo sapiens) we wnętrzu lasu, o ile gęsta roślinność zielna może się zregenerować.